# Volim te (Crvena jabuka)
Volim te dvanaesti je studijski album sarajevskog pop rock sastava Crvena jabuka, kojeg je 11. veljače 2009. godine objavila diskografska kuća Croatia Records.

## O albumu
Album sadrži 15 skladbi i ciljano se na tržištu pojavio nekoliko dana prije Dana zaljubljenih. Volim te najavila su dva singla "Godinama" i "Milion žena". "Godinama" je obrađen motiv skladbe "You Don't Fool Me" od britanskog rock sastava "Queen", a na njoj gostuje bosanskohercegovački pjevač narodne glazbe Halid Bešlić, koji je pokazao izvrsnu interpretaciju pop glazbe. Bubnjeve je u ovoj skladbi odsvirao Paul Robinson koji je poznat po svojoj suradnji s velikim glazbenim imenima kao što su Paul McCartney, Seal, Frenkie Goes to Hollywood, Art Of Noise, Tatoo i mnogi drugi. 
U skladbi "Jazz.ba" uz Dražena Žerića vokale izvode Enis Bešlagić i Ahmed Al Rahim, poznatiji kao Antimon. Snimljen je video uradak za skladbu "Milion žena", a premijerno je prikazan na CMC-u pred Valentinovo.

## Popis pjesama
| Br. | Skladba                   | Autor                                                              | Trajanje |
| --- | ------------------------- | ------------------------------------------------------------------ | -------- |
| 1.  | »Mnogo ruža«              | Boris Novković, Miroslav Pilj, Branimir Mihaljević                 | 4:02     |
| 2.  | »Pravi ljudi«             | Boris Novković, Miroslav Pilj, Branimir Mihaljević                 | 3:56     |
| 3.  | »Milion žena«             | Asmir Spahić, Asmir Spahić, Branimir Mihaljević                    | 4:22     |
| 4.  | »Pratim njene tragove«    | Denis Dumančić, Fayo, Branimir Mihaljević                          | 3:51     |
| 5.  | »Godinama«                | Queen, Asmir Spahić, Asmir Spahić, Branimir Mihaljević             | 4:52     |
| 6.  | »Jazz.ba«                 | Narcis Vučina, Narcis Vučina, Branimir Mihaljević, Amir Bjelanović | 4:17     |
| 7.  | »I dan danas«             | Asmir Spahić, Asmir Spahić, Branimir Mihaljević                    | 5:28     |
| 8.  | »Čuvaj se«                | Boris Novković, Boris Novković, Branimir Mihaljević                | 3:22     |
| 9.  | »Ljeta koja dolaze«       | Zlatko Arslanagić, Zlatko Arslanagić, Branimir Mihaljević          | 4:21     |
| 10. | »Ne mogu da te dijelim«   | Asmir Spahić, Asmir Spahić, Branimir Mihaljević                    | 3:48     |
| 11. | »Starke«                  | Branimir Mihaljević, Fayo, Branimir Mihaljević                     | 3:44     |
| 12. | »Šampanjski puljubac«     | Branimir Mihaljević, Fayo, Branimir Mihaljević                     | 3:57     |
| 13. | »Zadnji put me pogledaj«  | Asmir Spahić, Asmir Spahić, Branimir Mihaljević                    | 4:53     |
| 14. | »Zlatna ruža«             | Adnan Čaušević, Adnan Čaušević, Bojan Ahač                         | 5:01     |
| 15. | »Voljelo se dvoje mladih« | Tradicionalna, Tradicionalna, Tamburački sastav Lyra               | 4:24     |

## Izvođači
- Crvena jabuka
- Amir Bjelanović - gitare
- Dalibor Marinković - bubnjevi
- Paul Robinson - bubnjevi (kao gost u skladbi "Godinama")
- Branimir Mihaljević - klavijature
- Bruno Urlić - solo na violini u skladbi "Pratim njene tragove"
- Ljubinko Đurić - violina u skladbama "Čuvaj se" i "Zadnji put me pogledaj"
- Ivana Benc - prateći vokali

### Produkcija
- Producent - Dražen Žerić, Branimir Mihaljević
- Studio - Croatia Records, Red Light
- Ton majstor - Branimir Mihaljević
- Mastering -Goran Martinac
- Likovno oblikovanje - Davor Papić
- Urednik izdanja - Dijana Tičić

## Vanjske poveznice
- Službene stranice sastava  Arhivirana inačica izvorne stranice od 10. siječnja 2010. (Wayback Machine) - Diskografija